# Rolf Wollner
Rolf Wollner (* 28. April 1906 in Leipzig; † 6. Juli 1988 ebenda) war ein deutscher Hockeyspieler.
Rolf Wollner gehörte dem in den 1920er Jahren dominierenden deutschen Hockeyverein an, dem Leipziger SC. Er debütierte 1927 in der deutschen Hockeynationalmannschaft. Bei den Olympischen Spielen 1928 in Amsterdam gehörten mit Georg Brunner, Heinz Förstendorf, Werner Freyberg, Werner Proft und Rolf Wollner fünf Leipziger zum Kader. Wollner wirkte in Amsterdam lediglich im Auftaktspiel gegen Spanien mit. Im Spiel um den dritten Platz gegen Belgien schlugen seine Mannschaftskameraden die Belgier mit 3:0 und Wollner erhielt mit der deutschen Mannschaft die Bronzemedaille. Insgesamt wirkte Rolf Wollner von 1927 bis 1931 in 12 Länderspielen mit.